# Gianni Meccia
Gianni Meccia (ur. 2 czerwca 1931 w Ferrarze, zm. 9 kwietnia 2024) – włoski piosenkarz, kompozytor, autor tekstów i producent muzyczny.

## Życiorys

### Lata 50.
Gianni Meccia urodził się w rodzinie muzyków. Z tego względu zaczął grać na gitarze, podjął też próby skomponowania kilku piosenek. W 1954 roku opuścił rodzinną Ferrarę i udał się do Rzymu, gdzie zamierzał robić karierę jako aktor wodewilowy. Plany te nie powiodły się, dlatego przez długi czas zadowalał się posadą w małych pismach, próbując też występów w radiu i na filmie; telewizja w ówczesnych Włoszech była w powijakach, mając w ofercie jeden kanał. W 1959 roku wystąpił programie Musichiere prowadzonym przez Mario Rivę. wykonywany wówczas utwór „Odio tutte le signore” („Nienawidzę wszystkich kobiet”) wzbudził ze względu na tekst falę kontrowersji, w następstwie których Meccia został usunięty telewizji. Również w 1959 roku Meccia nagrał swój debiutancki singiel „Jasmine” (Franco Migliacci–Gianni Meccia)/„I soldati delicati” (Gianni Meccia) wydany przez RCA Italiana. Przy okazji tego singla po raz pierwszy na gruncie włoskiej muzyki rozrywkowej pojawił się termin cantautore (śpiewający autor), którego użył Vincenzo Micocci w komentarzu na rewersie wydawnictwa.

### Lata 60. I późniejsze
Niezrażony tym niepowodzeniem artysta postanowił zmienić swój styl, zachowując jednak ironiczny ton swoich piosenek i unikając przy tym słów obraźliwych. Skomponował oryginalny utwór, „Il barattolo” („Puszka do konserw”), którego tematem było serce nieszczęśliwie zakochanego, porównane do puszki do konserw, kopanej przez dzieci symulujące grę w piłki nożną; w warstwie muzycznej można było usłyszeć dźwięk toczącej się puszki. Innym ciekawym szczegółem związanym z tym utworem był fakt, iż zaaranżował go nieznany jeszcze kompozytor, który jednak wkrótce miał zyskać sławę – Ennio Morricone. Tematem kolejnego utworu, „Il pullover” był męski sweter, który zakochana dziewczyna podarowała swemu wybrankowi i który stał się symbolem miłości i więzi między mężczyzną a kobietą.
W 1961 roku Meccia zadebiutował na Festiwalu Piosenki Włoskiej w San Remo piosenką „Patatina”, napisaną razem z Franco Migliaccim i zaśpiewaną w parze z Wilmą De Angelis; piosenka nie zakwalifikowała się do finału, zyskała jednak dużą popularność dzięki transmisji radiowej. W 1962 roku Meccia napisał dla festiwalu piosenkę „Cose inutili” (wspólnie z Ugo Tognazzim), w 1967 „Ma piano” (wykonawcy: Nico Fidenco i Cher) oraz w 1975 „Adesso basti tu” (wykonawczyni: Gabriella Sanna).
Meccia pisał w tym czasie piosenki również dla innych wykonawców: „Folle banderuola” (dla Miny), „Alzo la vela” (dla Jenny Luny), „Primo sguardo” (dla Nilli Pizzi) czy „Così, a poco a poco” (dla Teddy'ego Reno). Jedyną piosenką jego autorstwa, która stała się sławna, również poza granicami Włoch, była „Il mondo” napisana wspólnie z przyjacielem Jimmy Fontaną dla Carlo Pesa. Jej tekst nawiązywał do zakończonej miłości, przeciwstawionej światu, którego wydarzenia toczą się w swoim rytmie.
W życiu muzycznym Mecci nastąpiły jeszcze dwa ważne wydarzenia. Pod koniec lat 60. założył firmę fonograficzną Pull, dzięki której powstał zespół Cugini di Campagna, znany z przeboju „Anima mia”. Utwór został przetłumaczony na język angielski i wykonany między innymi przez Franka Sinatrę.
Drugim wydarzeniem było stworzenie zespołu Superquattro, w skład którego weszło czterech piosenkarzy w zbliżonym wieku: sam Meccia oraz Jimmy Fontana, Nico Fidenco i Riccardo Del Turco. Ich występy w telewizji, odwołujące się do przeszłości, miały silne oddziaływanie nostalgiczne.
Meccia występował również za granicą. Spośród jego występów uwagę wzbudziły dwa. W Niemczech artyście postawiono wymóg śpiewania w języku niemieckim, z perfekcyjnym akcentem, co było dla niego kłopotliwe i omal nie zakończyło się zerwaniem kontraktu. W Japonii z kolei, gdzie artysta dał serię koncertów ze swoimi imiennikami, Giannim Morandim i Giannim Boncompagnim, przyjęcie było powściągliwe, w przeciwieństwie do entuzjastycznych scen, jakie miały miejsce w Europie i Stanach Zjednoczonych.

## Dyskografia
Gianni Meccia ma w dorobku nagraniowym 4 albumy, 5 kompilacji oraz blisko 30 singli i EP-ek.

### Albumy
- 1963 – Le canzoni d'amore di Gianni Meccia (LP)
- 1971 – Io, chi sono io?
- 1972 – Bruno Zambrini, Gianni Meccia – Guardami Nuda (LP)
- 1983 – Il gioco della musica

### Kompilacje
- 1981 – Le canzoni di Gianni Meccia
- 1991 – Le canzoni di (kaseta)
- 1997 – Il pullover
- 2002 – I Grandi Successi Originali (2CD)
- 2010 – Marcello Gigante, Alessandro Nadin & Aristide Bascerano/Gianni Meccia & Bruno Zambrini – Prega Dio... E Scavati La Fossa/Sentivano Uno Strano, Eccitante, Pericoloso Puzzo Di Dollari (Original Soundtracks) (CD)

### Single i EP-ki
- 1959 – „Jasmine”/„I soldati delicati”[3]
- 1960 – „Il barattolo”/Quanta paura”
- 1960 – „Meccia canta Meccia” (EP)[8]
- 1960 – „Il pullover”/„S'è fatto tardi”
- 1960 – „Odio tutte le vecchie signore”/„Diomira”
- 1960 – „I Segreti Li Tengono Gli Angeli (Pissi Pissi, Bao Bao)”/„Alzo La Vela”
- 1960 – „Aiuto!”/„Io dico no”
- 1961 – „Patatina”/„L'altalena dell'amore”
- 1961 – „Io lavoro”/„Le case”
- 1961 – „In un mare di guai”/„Un milione per uno”
- 1961 – „L'ultima lettera”/„Dove c'era una volta”
- 1961 – „Gianni torna a casa”/„Twist + twist”
- 1962 – „Così pallida”/„La ragazza di via Frattina”
- 1962 – „Gianni Meccia – Piero Umiliani E La Sua Orchestra – „Colpo Gobbo All'Italiana” (EP)
- 1962 – „Arrivano i titani”/„Le tue scale”
- 1962 – „Gianni Meccia – Jimmy Fontana – „Nicole”/„Twist N.9”
- 1962 – „Domenica ti porterò a ballare”/„Punto e basta”
- 1962 – „Gianni Meccia & Jimmy Fontana – „Bugiarda”/„Maria-Ria”
- 1962 – „Sole magico di luglio”/„La nottola di notte”
- 1963 – „Il pupazzo”/„Ci vediamo domani”
- 1963 – „Sole non calare mai”/„Verrà la luna”
- 1964 – „I Giorni Caldi”/„La cabina”
- 1965 – „Quelli che si amano”/„Adesso che hai parlato (She Knows Me Too Well)”
- 1967 – „Ma piano(per non svegliarmi)”/„Paola B.”
- 1967 – „Dint'a l'arca è Noé”/„Paola B.”
- 1968 – „Ciao,occhi bruni,ciao”/„Io,chi sono io? ”
- 1968 – „Schiuma di mare”/„Il mio cuore va in frantumi”
- 1976 – „Dimmi dimmi chi è”/„Il Barattolo”
- 1983 – „Il gioco della musica”/„Lupo di mare”

## Filmografia[a]
- 1955 – La grande savana (jako aktor)
- 1959 – I ragazzi del Juke-Box (Jimmy)
- 1959 – Nel blu dipinto di blu
- 1960 – Urlatori alla sbarra (Gianni, wykonawca piosenki „I soldati delicati”)
- 1961 – La Ragazza con la valigia (kompozytor piosenki „Folle banderuola”)
- 1961 – Io bacio... tu baci (Gianni, wykonawca piosenek „Patatina” i „Cha cha cha dell'impiccato”)
- 1963 – Canzoni in... bikini (we własnej osobie)
- 1964 – Biblioteca di Studio Uno: La primula rossa (film TV; woźnica) (film TV)
- 1965 – Amore all'italiana (kompozytor piosenek „Il mondo” i „Non te ne andare”)
- 1966 – Djurado (gitarzysta)
- 1967 – Peggio per me... meglio per te (kompozytor piosenki „Mulini al vento”)
- 1970 – Giovanni ed Elviruccia (miniserial TV; kompozytor piosenki „I giorni tuoi, le notti mie”)
- 1972 – Guardami nuda (kompozytor ścieżki dźwiękowej)
- 1972 – Decameron n°3 – le più belle donne del Boccaccio (kompozytor ścieżki dźwiękowej)
- 1972 – Canterbury proibito (kompozytor ścieżki dźwiękowej)
- 1973 – Sentivano uno strano, eccitante, pericoloso puzzo di dollari (kompozytor ścieżki dźwiękowej)